# Ettore Garofolo
Ettore Garofolo, talvolta accreditato come Ettore Garofalo (Roma, 8 marzo 1947 – Roma, 24 gennaio 1999), è stato un attore italiano.

## Biografia
Fu notato da Pier Paolo Pasolini una sera mentre svolgeva il suo lavoro di cameriere in un ristorante, venendo scritturato per la parte di Ettore nel film Mamma Roma. Più di dieci anni più tardi interpretò Camillo, il figlio ladruncolo di Giacinto Mazzatella nel film Brutti, sporchi e cattivi, così come un uomo dai modi bruschi nella scena finale del film Un borghese piccolo piccolo. Ha preso parte anche al film Straziami ma di baci saziami, e ha partecipato al documentario per il ventennale della morte di Pier Paolo Pasolini Non al denaro non all'amore né al cielo. 
È morto a 51 anni nel 1999; è stato sepolto nel Cimitero del Verano, a Roma.

## Filmografia
- Mamma Roma, regia di Pier Paolo Pasolini (1962)
- Ro.Go.Pa.G., regia di Pier Paolo Pasolini - episodio La ricotta (1963)
- Squillo, regia di Mario Sabatini (1965)
- Straziami ma di baci saziami, regia di Dino Risi (1968)
- La proprietà non è più un furto, regia di Elio Petri (1973)
- Storie scellerate, regia di Sergio Citti (1973)
- Brutti, sporchi e cattivi, regia di Ettore Scola (1976)
- Un borghese piccolo piccolo, regia di Mario Monicelli (1977)
- Il cappotto di Astrakan, regia di Marco Vicario (1980)
- Tutti dentro, regia di Alberto Sordi (1984)
- Romanzo di un giovane povero, regia di Ettore Scola (1995)
- La cena, regia di Ettore Scola (1998)
- Happy hour, regia di Flavio Rizzo – cortometraggio (1999)